# Орден «Сонце Перу»

Орден Сонця Перу (ісп. Orden El Sol del Perú) — вища державна цивільна нагорода Перу. Найстаріший цивільний орден в Америці.

## Історія
Орден Сонця був заснований 8 жовтня 1821 борцем за незалежність Перу генералом Хосе Сан-Мартіном після взяття Ліми.
Спочатку мав три ступені.
9 березня 1825 орден був скасований з причини зловживань при нагородження орденом.
Відновлено під назвою Орден Сонця Перу в 1921 році на честь сторіччя здобуття незалежності Перу. Мав чотири ступені.
У 1937 році було додано п'ятий ступінь.

## Класи
Орден складається з п'яти класів:
- Великий Хрест (ісп. Gran Cruz)
- Великий офіцер (ісп. Gran Oficial)
- Командор (ісп. Comendador)
- Офіцер (ісп. Oficial)
- Кавалер (ісп. Caballero)

| Орденські планки | Орденські планки | Орденські планки | Орденські планки | Орденські планки |
| ---------------- | ---------------- | ---------------- | ---------------- | ---------------- |
| Великий Хрест    | Великий Офіцер   | Командор         | Офіцер           | Кавалер          |

## Нагородження
25 листопада 2008 Президент Перу Алан Гарсія Перес нагородив вищою відзнакою ордена Сонце Перу Президента Росії Дмитра Медведєва. У різний час орденом були нагороджені Генеральний секретар ЦК КПРС Леонід Ілліч Брежнєв, канцлер Німеччини Ангела Меркель, прем'єр-міністр Польщі Дональд Туск, голова КНР Ху Цзіньтао і багато інших перуанців й іноземців.
Лицарем Великого хреста ордена є, зокрема, перуанський оперний співак Хуан Дієго Флорес.
У ході візиту Крістіни Фернандес де Кіршнер в Перу в березні 2010 року, вона була нагороджена вищою державною нагородою країни — орденом «Сонця Перу».